# Iepure de vizuină
Iepurele de vizuină (Oryctolagus cuniculus), numit și lapin, iepure de vizuină european sau iepure sălbatic european, este singura specie vie a genului Oryctolagus din familia Leporidae, ordinul Lagomorpha. Această specie este strămoșul tuturor raselor de iepuri de casă. Nu dă hibrizi la încrucișarea cu iepurele de câmp, dat fiind numărul diferit de cromozomi al celor două specii.

## Descriere
Blana iepurelui de vizuină este gri-maro. În zona cefei culoarea variază de la maro până la ruginiu. Spre deosebire de iepurele de câmp, iepurele de vizuină are urechi relativ scurte (6–8 cm), este semnificativ mai mic (1,3–2,2 kg) și are membre posterioare mai scurte. Lungimea corpului fără coadă este de 35–45 cm.

## Mod de viață
Iepurii de vizuină trăiesc în colonii mai mari sau mai mici. Își sapă vizuini cu adâncime de până la 3 m, de preferință, în soluri ușoare nisipoase. Lungimea tunelurilor poate atinge 45 m. Teritoriul unei colonii cuprinde de obicei 0,3–0,7 ha.
Această specie se hrănește cu graminee și frunze. Ocazional mănâncă mlădițe și scoarță de copaci.
Perioada de gestație durează 30 de zile. Iepuroaica fată 3–7 pui orbi, surzi și aproape golași. Ochii li se deschid abia în a unsprezecea zi a vieții și la 18 zile încep să iasă din vizuină. Longevitatea este de cel mult 9 ani.

## Răspândire
După ultima perioadă glaciară arealul acestei specii se limita la Franța de Sud-Vest, Peninsula Iberică și zone în Maroc și Algeria. În Antichitate a fost introdusă în Italia, în Evul Mediu — în Franța și Insulele Britanice, în Germania–la începutul Epocii Moderne.
De asemenea, în secolul al XVIII-lea și al XIX-lea iepurele de vizuină a fost introdus în Australia și Nouă Zeelandă, unde s-a înmulțit excesiv.
În România a fost adus din Franța între anii 1905 și 1907, pe moșia Sturza, în apropiere de Iași, de unde s-a răspândit pe o rază de circa 25 km. În prezent, nuclee mai mult sau mai puțin importante sunt instalate în mai multe județe (Prahova, Brașov, Alba ș. a.). Nucleul de lângă Iași a dispărut ca urmare a mixomatozei.

## Ecologie
Introducerea iepurelui de vizuină în ecosisteme noi a condus deseori la rezultate dăunătoare pentru vegetația și fauna autohtonă, transformându-l într-o specie invazivă.
Douăzeci și patru de specimene au fost aduse în 1859 de către proprietarul funciar Thomas Austin în statul australian Victoria. Descendenții lor s-au înmulțit și s-au răspândit în toată țara datorită lipsei prădătorilor naturali, habitatului favorabil și iernilor blânde, care permiteau reproducerea anul împrejur. Introducerea intenționată în anii 50 a virusului mixomatozei a condus la reducerea considerabilă a populației de iepuri. Cei rămași sunt în mare parte imuni la acest virus. Cel de-al doilea virus letal pentru această specie, boala hemoragică a iepurilor, este aprobat în Australia în calitate de agent de control biologic.
Pe de altă parte, propagarea acestor maladii în cadrul populației de iepuri de vizuină din Europa a condus la scăderea drastică a acesteia, ceea ce, la rândul său, a pus în pericol de dispariție speciile pentru care iepurii reprezintă hrana de bază — râsul iberic și acvila imperială iberică.